# Cicones ussuriensis
Cicones ussuriensis là một loài bọ cánh cứng trong họ Zopheridae. Loài này được Yablokov-Khnzoryan miêu tả khoa học năm 1978.